# Beechcraft Bonanza
O Beechcraft Bonanza A-36 é uma aeronave monomotor executiva a pistão de pequeno porte, com capacidade para transportar com razoável conforto um piloto e cinco passageiros em viagens domésticas, lançada na década de 1970 e fabricada nos Estados Unidos pela então Beech Aircraft Company, atualmente Beechcraft Corporation, de propriedade da holding americana Textron Company.
Anteriormente, a versão alongada do modelo Bonanza era vendida como A-36 pela Beech Aircraft Company, que utilizou como base o projeto de grande sucesso de monomotor a pistão denominado Bonanza 35, aeronave menor e mais leve, e na década de 2000 a versão alongada A-36 foi modernizada e renomeada para Beechcraft Bonanza G-36 pela fabricante Hawker Beechcraft Corporation, que passou a disponibilizar o modelo G-36 com o moderno sistema de navegação EFIS (Electronic Flight Instrument System), composto pelas telas PFD (primária) e MFD (multifuncional).
O Beechcraft Bonanza é uma das mais conhecidas aeronaves civis da história da aviação, e é um dos mais respeitados projetos de monomotores a pistão para uso executivo, com manutenção simples e fácil de pilotar.

## Desenvolvimento

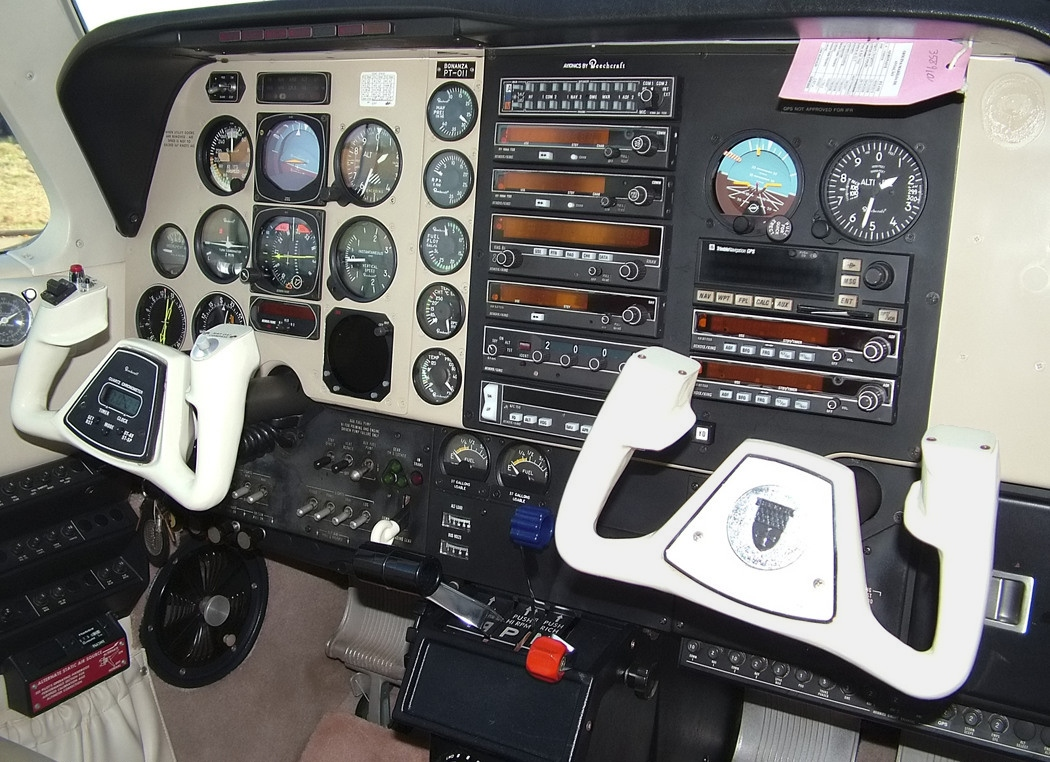
Bonanza A-36
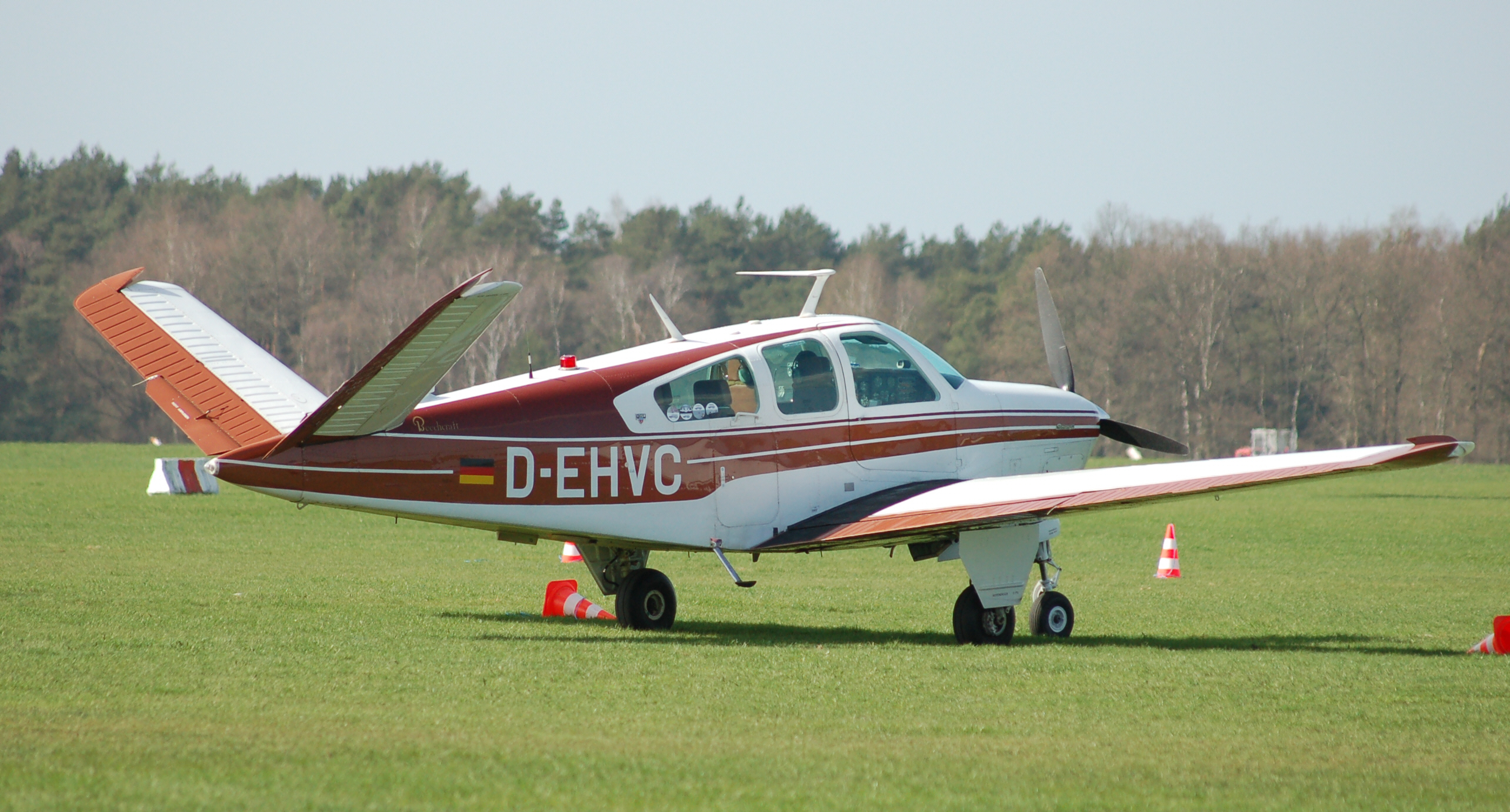
Bonanza V-35

O pequeno e elegante Bonanza 35 nasceu em 1947 , tendo como principal entusiasta o próprio Walter Beech, na época o proprietário da marca. O derivado alongado e melhorado do Bonanza 35, chamado Bonanza 36, ainda continua a ser produzido em Wichita no Kansas, nos Estados Unidos, mas agora sob a nova denominação Bonanza G-36, como avião executivo, ou avião de turismo e passeio.
Na verdade, a forma geral da aeronave pouco evoluiu, mesmo que a graciosa empenagem em V (borboleta) tenha sido substituída com êxito por empenagem convencional. Além disso, aumentou-se a potência, para atingir os 285 hp ou 300 hp, e a capacidade passou para seis lugares, incluindo o piloto.
O sistema elétrico de 24 volts foi implantado nos modelos Bonanza a partir da década de 1980, viabilizando a instalação de quantidade maior de aviônicos de navegação, em relação aos modelos anteriores.
Com mais de 17 mil exemplares construídos, considerando todas as versões do Beech Bonanza, é um dos monomotores com trem de pouso retrátil de produção mais elevada em toda a história da aviação. A robustez dessa aeronave continua a ser lendária, assim como a facilidade de pilotagem e o bom acabamento.

## No Brasil
Apesar de não possuir uma cabine tão larga como o concorrente Piper Saratoga (que chegou a ser montado no Brasil pela Embraer / Neiva, com o nome Sertanejo), pode transportar com razoável conforto os passageiros em voos de curta e média distâncias.
Pela robustez e resistência características do projeto e pela capacidade de pousar e decolar em pistas de pouso sem pavimentação, foi escolhido por muitos agropecuaristas brasileiros como o meio de transporte para visitas às suas fazendas e também por muitos empresários e executivos para visitas às filiais de empresas, fornecedores e revendedores.

## Curiosidades
De 6 a 8 de Maio de 1949, para dar a conhecer a aeronave, um Bonanza baptizado de Waikiki Beach, o quarto avião da série, ligou Honolulu a Teterboro, em Nova Jérsei, depois de um voo de 36 horas, com cerca de 8 000 quilómetros percorridos.
É também conhecido como Doctor's Killer devido ao fato de muitos doutores (médicos) americanos ligados à aviação o utilizarem sem a necessária experiência.

## Ficha técnica
Bonanza A-36 / G-36
- Pista de pouso: Aprox. 1.000 metros (lotado / dias quentes / tanques cheios);
- Capacidade: 1 piloto e 5 passageiros;
- Motorização (potência): Continental IO 550 aspirado (300 hp);
- Motorização (potência): Continental IO 520 aspirado (285 hp);
- Teto de serviço: 5.000 metros;
- Velocidade de Cruzeiro: Aprox. 300 km/h;
- Consumo médio (AVGAS): Aprox. 65 litros / hora (lotado / 75% potência);
- Consumo médio (AVGAS): Aprox. 0,05 litro / passageiro / km voado;
- Alcance: Aprox. 1.200 quilômetros (lotado / 75% potência / com reservas);
- Comprimento: Aprox. 8,4 metros;
- Peso máximo decolagem: Aprox. 1.656 kg;
- Preço (A-36): Aprox. US$ 310 mil (usado / bom estado de conservação);

## Principais concorrentes
- Piper Malibu;
- Piper Saratoga;